# Lüchun
Lüchun léase Ly-Chun (en chino:绿春县, pinyin:Lǜchūn xiàn, lit:verde primavera) es un condado bajo la administración directa de la prefectura autónoma de Honghe. Se ubica al sur de la provincia de Yunnan, sur de la República Popular China. Su área es de 3167 km² y su población total para 2010 fue +200 mil habitantes.

## Administración
El condado Lüchun se divide en 9 pueblos que se administran en 8 poblados y 1 villa.